# バンドン・ラヤ線
KAIコミューター・バンドン・ラヤ線（インドネシア語: Commuteline Bandung Raya）は、KAIコミューターが運行する中距離列車で、プルワカタからチチャレンカ駅までを結んでいる。この中距離列車は、まだ建設中のアンディール駅を除き、各駅に停車する。
インドネシア鉄道総局はバンドン市政府と共同で、バンドン市内の鉄道路線の電化を近く計画する。電化計画は、2024年にパダララン駅-バンドン駅区間の第1期工事から開始され、バンドン駅-チチャレンカ駅区間の第2期工事へと続く。この計画は、バンドン中心部との代替路線としてジャカルタ・バンドン高速鉄道の接続にも役立つと期待されている。
プルワカタ〜パダララン〜バンドン〜チチャレンカ〜ガルト間は、KAIコミューター ガルト線 も運行している。

## 歴史
運行開始当初、バンドン・ラヤ線の気動車は6～7両編成のMCW302形（1982年製造）を使用していた。 その後、これらの列車はエンジンを取り外して機関車が牽引する客車となった元気動車MCW301形に置き換えられるようになった。 2015年、バンドン・ラヤ線は廃止されたパタスAC号とペナタラン・エクスプレス号から譲り受けた客車を使用し始めた。
2022年4月1日、それまでクレタ・アピ・インドネシアが管理していたバンドン・ラヤ線の運行会社と管理会社が変更され、KAIコミューターに引き継がれた。
2023年7月1日、この中距離列車の名称が「バンドン・ラヤ線」から「KAIコミューター・バンドン・ラヤ線」に変更された。

## 駅一覧
KAIコミューター バンドン・ラヤ線

 KAIコミューター ガルト線
| 駅番号       | 駅名           | 接続路線 | 所在地       |
| ------------ | -------------- | --- | ------------ |
| B01 C01      | プルワカタ     | - KAI線 - KAIコミューター・ワラハル・ジャティルフル線 | プルワカタ県 |
| B02 C02      | Ciganea        | | プルワカタ県 |
| B03 C03      | Sukatani       | | プルワカタ県 |
| B04 C04      | Plered         | | プルワカタ県 |
| B05 C05      | Cikadongdong   | | 西バンドン県 |
| B06 C06      | Rendeh         | | 西バンドン県 |
| B07 C07      | Maswati        | | 西バンドン県 |
| B08 C08      | Sasaksaat      | | 西バンドン県 |
| B09 C09      | Cilame         | | 西バンドン県 |
| B10 C10 KC01 | パダララン     | ジャカルタ・バンドン高速鉄道 · KCJBフィーダー線 · KAI線 · Padalarang bus terminal                                                                                                | 西バンドン県 |
| B11 C11      | ガドバンコン   | トランスメトロ・パスンダン · コリドアー2D · アンコット | 西バンドン県 |
| B12 C12 KC02 | チマヒ         | KCJBフィーダー線 · KAI線 · Pasar Antri Baru bus terminal | チマヒ市     |
| B13 C13      | シミンディ     | アンコット | バンドン市   |
| B14 C14      | アンディール駅 | 建設中 | バンドン市   |
| B15 C15      | シロヨム       | Ciroyom bus terminal | バンドン市   |
| B16 C16 KC03 | バンドン       | KCJBフィーダー線 · KAI線 · トランスメトロ・パスンダン · コリドアー2D · コリドアー3D · コリドアー4D · トランスメトロ・バンドン · DAMRI シャトルバス : バンドン駅 - テガルアール駅 | バンドン市   |
| B17 C17      | チクダパテュ   | トランスメトロ・バンドン · トランス・バンドンラヤ · アンコット | バンドン市   |
| B18 C18      | キアラコンドン | KAI線 · アンコット | バンドン市   |
| B19 C19      | グデバゲ       | DAMRI シャトルバス : バンドン駅 - テガルアール駅 | バンドン市   |
| B20 C20      | シメカール     | | バンドン市   |
| B21 C21      | ランカエケク   | アンコット | バンドン県   |
| B22 C22      | ハウルプグル   | | バンドン県   |
| B23 C23      | チチャレンカ   | Cicalengka bus terminal | バンドン県   |
| C24          | Nagreg         | | バンドン県   |
| C26          | Leles          | KAI線 | ガルト県     |
| C27          | Karangsari     | | ガルト県     |
| C28          | Leuwigoong     | | ガルト県     |
| C29          | Cibatu         | KAI線 | ガルト県     |
| C30          | Pasirjengkol   | | ガルト県     |
| C31          | Wanaraja       | KAI線 | ガルト県     |
| C32          | ガルト         | KAI線 | ガルト県     |

## 事故
2024年1月5日午後6時3分、西ジャワ州バンドン県チチャレンカのチクヤで、パダララン駅発チチャレンカ駅行きのKAIコミューター・バンドン・ラヤ線350号が、スラバヤ・グベン駅発バンドン駅行きのトゥランガ号（65A）と正面衝突した。 事故はハウルプグル駅とチチャレンカ駅の間の鉄道路線で発生。 この事故で、バンドン・ラヤ線の運転手、バンドン・ラヤ線の運転手助手、トゥランガ号の執事、警備員を含む4人が死亡した。 一方、トゥランガ号の乗客287人、バンドン・ラヤ線の乗客191人のうち、軽傷者は37人にとどまった。